# Гагенау
Гагенау (њем. Gaggenau) град је у њемачкој савезној држави Баден-Виртемберг. Једно је од 23 општинска средишта округа Раштат. Према процјени из 2010. у граду је живјело 29.213 становника. Посједује регионалну шифру (AGS) 8216015.

## Географски и демографски подаци
Гагенау се налази у савезној држави Баден-Виртемберг у округу Раштат. Град се налази на надморској висини од 141 метра. Површина општине износи 65,0 km². У самом граду је, према процјени из 2010. године, живјело 29.213 становника. Просјечна густина становништва износи 449 становника/km².